# Emmanuel Moulin
Pour les articles homonymes, voir Moulin.
Emmanuel Moulin, né le 22 octobre 1968 à Versailles (Yvelines), est un haut fonctionnaire français. Directeur du Trésor de 2020 à 2024 puis directeur de cabinet du Premier ministre Gabriel Attal en 2024, il est secrétaire général de la présidence de la République depuis le 15 avril 2025.

## Biographie
Emmanuel Pierre René Moulin naît à Versailles, dans une famille bourgeoise protestante, « non politisée » mais où l’on vote François Mitterrand en 1981. Dans son enfance, il réside à Bougival dans les Yvelines. Il suit ses études au sein du lycée Corneille de La Celle-Saint-Cloud. Au contact de son professeur d’histoire, Marc Heurgon, militant du Parti socialiste unifié, Emmanuel Moulin s'imprègne des idéaux de gauche,.
Il est diplômé de Sciences Po, de l’ESSEC et de l'ENA. Au sein de Sciences Po, il préside le Club Opinions, qui rassemblait des jeunes rocardiens, dont Édouard Philippe et Alexis Kohler.
De 2000 à 2003, il est administrateur suppléant à la Banque mondiale à Washington. Il est secrétaire général du Club de Paris, avant de rejoindre le privé au sein de Citigroup. Entre 2005 et 2007, il est directeur adjoint du cabinet de Jean-Louis Borloo, ministre de l'Emploi. Il intègre en 2007 le ministère de l'Économie et des Finances dans le cabinet de Christine Lagarde, à Bercy. Puis c'est le palais de l'Élysée, en 2009, comme conseiller du président Nicolas Sarkozy, devenant chef du pôle économie durant la crise de l'euro. En 2012, il revient dans le privé, successivement chez Eurotunnel et comme directeur général France et Benelux de la banque italienne Mediobanca.
En 2017, Emmanuel Moulin devient directeur de cabinet de Bruno Le Maire au ministère de l'Économie et des Finances. En novembre 2020, il est nommé directeur du Trésor.
Le 9 janvier 2024, Emmanuel Moulin est nommé directeur de cabinet du Premier ministre, Gabriel Attal, à l'hôtel de Matignon. Il doit former un « binôme » avec Fanny Anor, directrice de cabinet de Gabriel Attal au ministère de l'Éducation nationale et de la Jeunesse. Il succède à Jean-Denis Combrexelle, qui occupait cette fonction auprès d’Élisabeth Borne.
Le 21 septembre 2024, il est nommé inspecteur général des finances.
Le 28 mars 2025, il est nommé par Emmanuel Macron, secrétaire général de la présidence de la République française, en remplacement de Alexis Kohler, avec date d'effet au 15 avril 2025,.

## Vie privée
Emmanuel Moulin, père de quatre enfants, est marié à Laurence Nardon, docteur en science politique de l’université Paris-1, qui travaille à l’Institut français des relations internationales en tant que responsable du programme Amérique du Nord.
En 2018, connaissant ses imitations de personnalités, son amie Sophia Aram le fait embaucher pour pasticher la voix de Nicolas Sarkozy dans le film Neuilly sa mère, sa mère !, du réalisateur Gabriel Julien-Laferrière.
Sa sœur, Catherine Moulin, engagée à gauche, est maire de la commune de Faux-la-Montagne, dans la Creuse.

## Distinctions

### Décorations françaises
- Chevalier de l'ordre national de la Légion d'honneur (2021)[12].